# Fran Cruz
Francisco Pablo Cruz Torres (Córdoba, 22 de junio de 1991), conocido como Fran Cruz, es un jugador de fútbol español. Ocupa la demarcación de defensa y milita en el Palma del Río Atlético C. F. de la División de Honor Andaluza. Es hermano del también futbolista Bernardo Cruz.

## Trayectoria
Se formó en las categorías inferiores del Córdoba C. F. y ascendió al primer equipo en 2013, formando parte del equipo que logró ascender a Primera División. Tras ello fue cedido a la A. D. Alcorcón antes de rescindir su contrato con la entidad cordobesa y marcharse a la Unió Esportiva Llagostera.
En febrero de 2016 se fue al Rapid de Bucarest, donde estuvo unos meses antes de volver en el mes de julio a su país tras firmar por dos años con el Club Deportivo Mirandés. Solo estuvo uno de ellos, ya que en julio de 2017 se convirtió en nuevo jugador del Lorca F. C.
En julio de 2018 se marchó a Polonia para jugar en el Miedź Legnica. En enero de 2019 regresó a España para jugar en el Extremadura Unión Deportiva. Debido a los problemas económicos por los que atravesaba el club, rescindió el contrato con el equipo pacense en enero de 2022, fichando por la Cultural y Deportiva Leonesa hasta junio de 2023.
En octubre de 2023 decidió retirarse para dedicarse a la medicina, pero en agosto del año siguiente reanudó su carrera como futbolista uniéndose al Palma del Río Atlético C. F.

## Clubes
| Club                         | País    | Año       |
| ---------------------------- | ------- | --------- |
| Córdoba C. F. "B"            | España  | 2009-2013 |
| Córdoba C. F.                | España  | 2013-2015 |
| A. D. Alcorcón (cedido)      | España  | 2014-2015 |
| U. E. Llagostera             | España  | 2015-2016 |
| Rapid de Bucarest            | Rumania | 2016      |
| C. D. Mirandés               | España  | 2016-2017 |
| Lorca F. C.                  | España  | 2017-2018 |
| Miedź Legnica                | Polonia | 2018-2019 |
| Extremadura U. D.            | España  | 2019-2022 |
| Cultural y Deportiva Leonesa | España  | 2022-2023 |
| Palma del Río Atlético C. F. | España  | 2024-     |